# اکینوپسیس اتکمنسیس
اکینوپسیس اتکمنسیس (نام علمی: Echinopsis atacamensis) نام یک گونه از سرده اکینوپسیس است.